# 约翰娜·博尔曼
约翰娜·博尔曼（德語：Johanna Bormann，另作“Juana Bormann”，1893年9月10日－1945年12月13日）是一位出生于東普魯士的典獄長，自1938年起在数个纳粹主义集中营中担任看守。1945年经法庭宣判犯有战争罪，于德国下萨克森哈默爾恩处以死刑。

## 审讯与处决
在审讯中，博尔曼说她在1938年为了“挣些钱”加入了党卫队辅助部队。她最早在萨克森里希滕堡集中营中服役，是高级监工简·伯尼高领导的50名党卫队女队员之一。
1939年，博尔曼被任命监督柏林附近新成立的拉文斯布吕克女囚集中营的一个工作组。1942年3月，博尔曼被选为奥斯威辛集中营看守，成为了少数被选为奥斯威辛看守的妇女之一。博尔曼身材矮小、以残酷闻名，受害者称她为“黄鼠狼”（Wiesel）或者“带狗的女人”（the woman with the dogs）。1942年10月，博尔曼前往奥斯威辛集中营担任监工，她的上级包括玛丽亚·曼德尔、马尔戈特·德列舍尔与伊尔马·格雷泽等人。博尔曼最终被调往奥斯维辛附近的次级营地布迪（Budy），并在那里继续她的虐囚行为。
1944年，随着德国的形势不断恶化，博尔曼被转移至西里西亞兴登堡（即今天的扎布热）的辅助营地。1945年1月，博尔曼返回拉文斯布吕克集中营；同年3月到达她的最后岗位——伯根-贝尔森集中营，在约瑟夫·克雷默、伊尔马·格雷泽与伊丽莎白·福尔肯拉特的手下供职（三人都曾在奥斯维辛-比克瑙与博尔曼共事）。1945年4月15日，英國陸軍解放伯根-贝尔森集中营、发现6万名幸存者和超过1万具尸体。英国陆军强迫所有的党卫队队员搬送死者。

博尔曼后来被军方监禁审讯，随后在1945年9月17日至11月17日的贝尔森审判中被起诉。法庭听取了有关她在奥斯威辛和贝尔森犯下的谋杀罪的证据，以及她向无助的囚犯放出她的“大坏狼”德國牧羊犬的证词。她被判有罪，于1945年12月13日与格雷泽和福尔肯拉特一同被处以绞刑。她的行刑官艾伯特·皮埃尔波因特后来写道：
“她一瘸一拐地走过走廊，样子老而憔悴。她当时42岁（原文如此，实为52岁），刚过5英尺高。她在上磅秤时在颤抖。她用德语说道‘我有我的感受’。”

## 延伸阅读
- . 21 November 2005  [26 September 2012]. （原始内容存档于2019-04-13）. |journal=被忽略 (帮助)